# Committee for the First Amendment

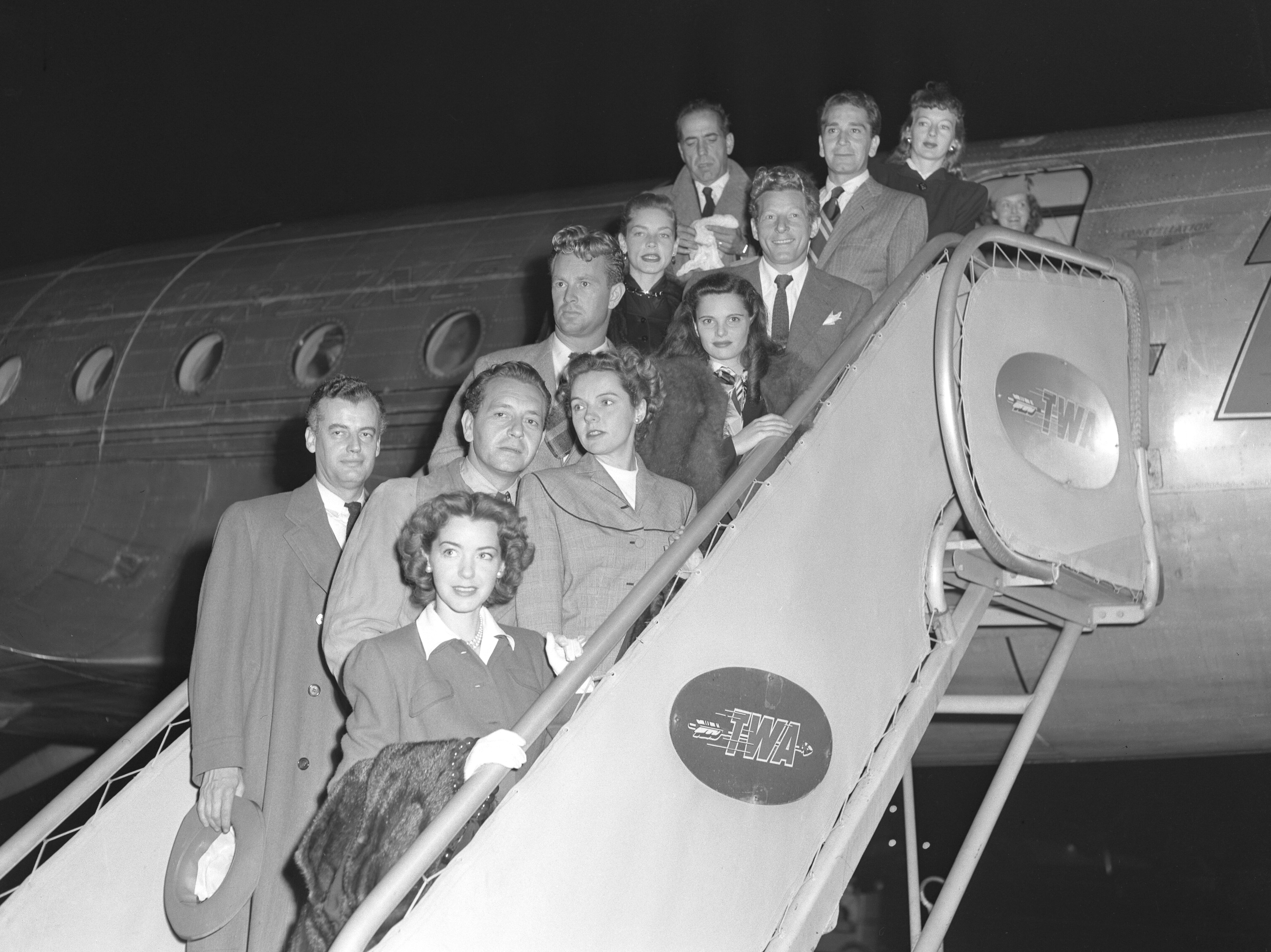
Leden van de Committee for the First Amendment (1947)

Het Committee for the First Amendment was een in september 1947 gevormde actiegroep dat zich tegen de zittingen van het House Committee on Un-American Activities keerde. De groep steunde de acteurs en andere personen die op de zwarte lijst van Hollywood waren geplaatst.
De groep was opgericht door scenarioschrijver Philip Dunne, actrice Myrna Loy en de regisseurs John Huston en William Wyler. Andere leden waren onder andere Lucille Ball, Humphrey Bogart, Lauren Bacall, Jules Buck, Joseph Cotten, Dorothy Dandridge, Bette Davis, Melvyn Douglas, Henry Fonda, John Garfield, Judy Garland, Ira Gershwin, June Havoc, Sterling Hayden, Paul Henreid, Katharine Hepburn, Lena Horne, Marsha Hunt, Danny Kaye, Gene Kelly, Evelyn Keyes, Burt Lancaster, Peter Lorre, Groucho Marx, Burgess Meredith, Vincente Minnelli, Edward G. Robinson, Robert Ryan, Frank Sinatra, Kay Thompson, Billy Wilder en Jane Wyatt.
Op 27 oktober 1947 vlogen leden van de actiegroep naar Washington D.C. om te protesteren tegen de zittingen. De actie had echter weinig invloed en veel leden van de actiegroep werden zelf op de lijst geplaatst.